# Soilwork
Soilwork (англ. «Землеробство») — шведська група з Гельсінгборга, заснована в 1996 році. Сьогодні співпрацює з відомим лейблом Nuclear Blast . 

## Історія

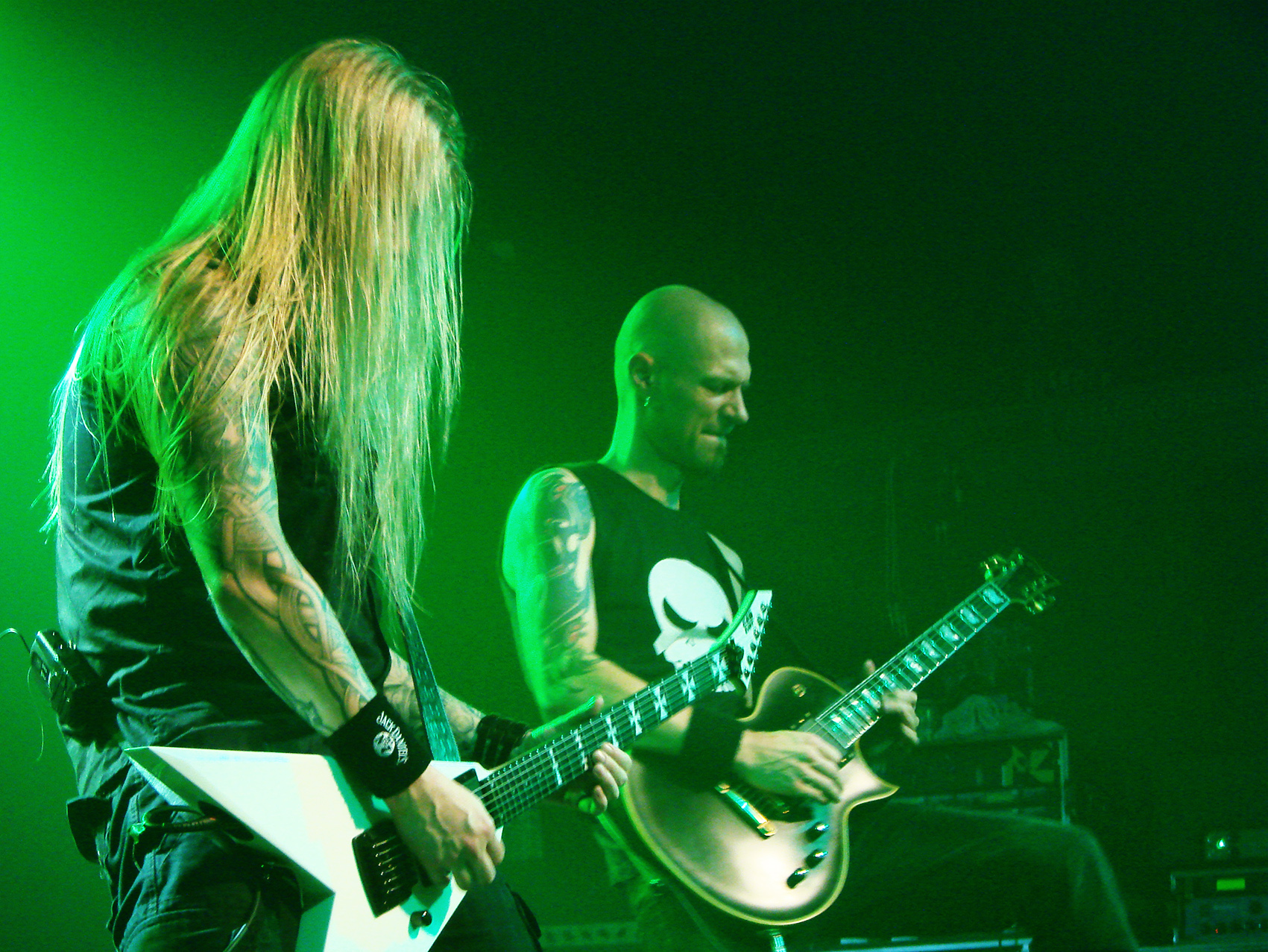
Soilwork

### Утворення ансамблю: «Steelbath Suicide» і «The Chainheart Machine»
Група Soilwork була утворена в 1996 році і на початку своєї кар'єри мала назву Inferior Breed (англ. низинна порода). Як розповідав вокаліст групи Бйорн Стрід - їхнє звучання в той час знаходилося під впливом таких відомих метал-колективів як Pantera, Meshuggah і Carcass . 
В кінці 1996 року колектив змінив назву на сучасну, що в музичному плані ознаменувало зміну напрямку на більш мелодійну музику. Саме в цей час був записаний перший демонстраційний запис групи, який отримав назву «In Dreams We Fall into the Eternal Lake», що побачив світ на початку 1997 року. Перед початком запису колектив покинув бас-гітарист Карл-Густав Дес і всі партії цього інструменту прописував гітарист Пітер Вічерз. 
Свіжоспечена копія демозапису потрапила в руки Майклу Еммотту - гітаристу відомого шведського дет-метал колективу Arch Enemy, який мав свою студію звукозапису в місті Гельсінгборг і він, прослухавши його, порекомендував хлопців з Soilwork звукозаписному лейблу Listenable, що спеціалізується на записі молодих метал-груп. 
У 1998 році, з приходом до групи бас-гітариста Ола Флінка і клавішника Карлоса Гольмберга, група відправляється в студію для запису свого дебютного альбому, який побачив світ у травні і отримав назву «Steelbath Suicide». Вихід платівки спричинив за собою деякі конфлікти в колективі, в результаті яких Soilwork залишають гітарист Людвіг Шварц і барабанщик Джиммі Персон, а замість них приходять молоді талановиті музиканти - Ола Френнінг (дядько гітариста Пітера Вічерза) і Генрі Ранта відповідно. 

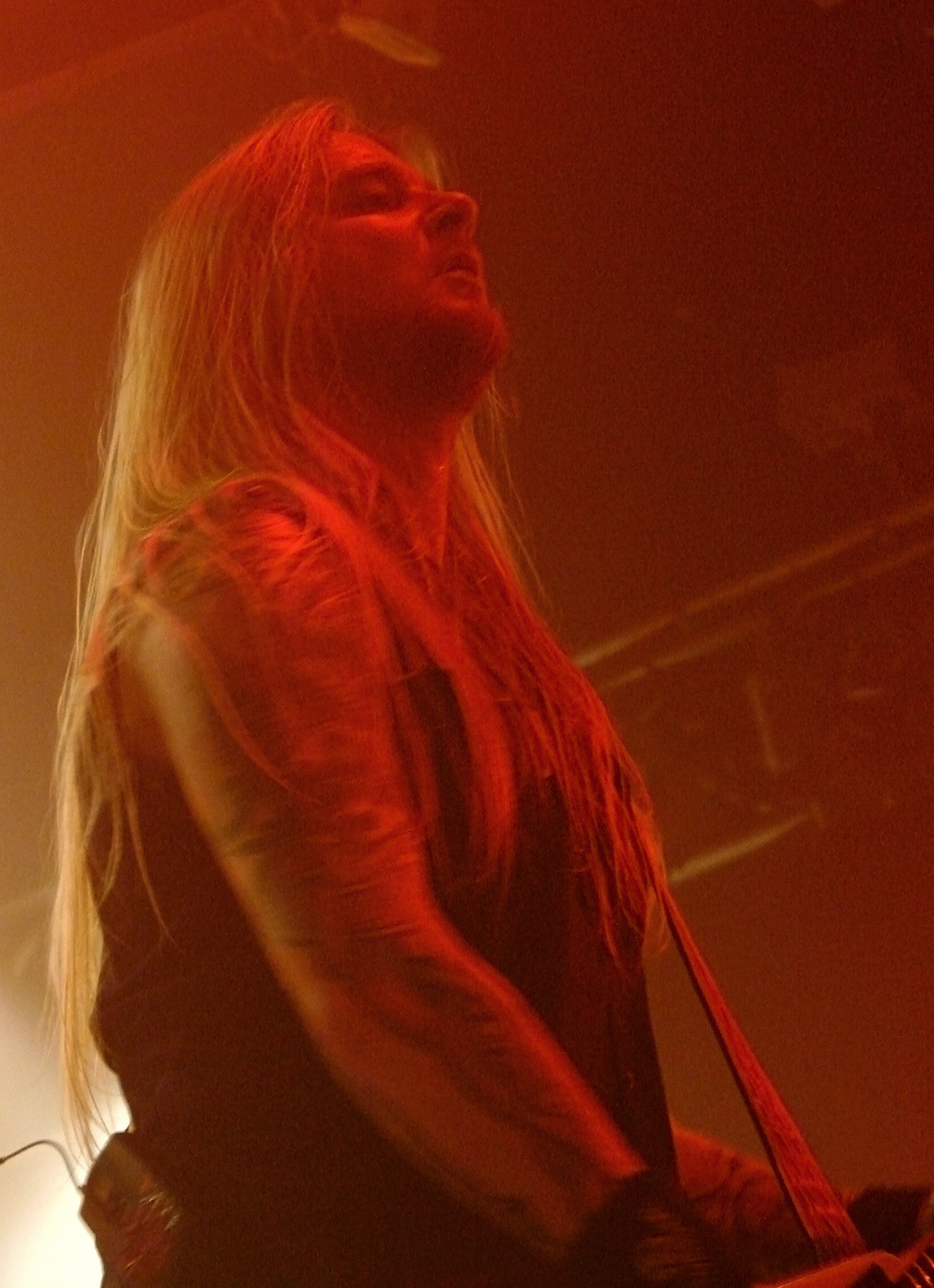
Soilwork

В оновленому складі Soilwork відправляються в своє перше турне з такими колективами як Darkane, Naglfar і дет-металістами із Бразилії - Krisiun. Після завершення турне, в лютому 2000 року, восьмого числа, у світ виходить другий повноформатний альбом групи під назвою «The Chainheart Machine». Альбом отримує дуже схвальні відгуки критиків, що призвело в результаті до підписання контракту з німецьким мейджор-лейблом Nuclear Blast, який спеціалізується на європейській метал музиці. Новий контракт дозволяє групі відправитися в турне з зірками дет-металевої сцени - такими групами як Defleshed, Cannibal Corpse і Dark Tranquillity. 

### Становлення: «A Predator's Portrait» і «Natural Born Chaos»
Після закінчення туру в підтримку свого другого альбому, Soilwork повертаються в студію для запису третього повноформатного альбому, який в результаті отримав назву «A Predator's Portrait». Офіційно він вступив у відкритий продаж 20 лютого 2001 року і відразу звернув на себе увагу прихильників металу, що дозволило групі вийти в авангард мелодійної дет-металевої сцени. Відразу після великого успіху, пов'язаного з виходом альбому, колектив вирушає в черговий тур разом з такими групами як Annihilator і Nevermore, а також виступає на відкритому фестивалі рок-музики в Німеччині «Wacken Open Air Festival», який проводиться кожного року на півночі країни в місті Вакен. 
Завершивши черговий етап концертної діяльності в кінці 2001 року і ставши значно популярнішими, хлопці відправляються в студію, щоб записати свій четвертий студійний реліз вже під керівництвом відомого продюсера Девіна Таунсенда з групи Strapping Young Lad і Фредріка Нордстрема. Альбом отримує назву «Natural Born Chaos» і виходить 25 березня 2002 року. Він широко обговорюється громадськістю та критиками в похвальних тонах. 
На підтримку свого нового альбому колектив вирушає в тур по Європі, а також вперше виступає на американській землі з такими групами як Hypocrisy, Scar Culture і Killswitch Engage. Завершується етап концертної діяльності феєричним виступом з легендами мелодик дет-метал сцени - групою In Flames. 

### Широкий успіх: «Figure Number Five»
П'ятий альбом почав розроблюватися в грудні 2002 року. Записували його хлопці з перервою на травневий тур по Європі, в якому група ділила сцену з фінською мелодик дет-метал-групою Children of Bodom і американською металкор-групою Shadows Fall. Альбом побачив світ 6 травня 2003 року за назвою «Figure Number Five», який в результаті вийшов найбільш мелодійним релізом групи на сьогодні. 
На початку червня групу покидає барабанщик Генрі Ранта, для того щоб приділити час облаштуванню свого особистого життя. Фанати групи негативно сприйняли цю новину, оскільки Генрі Ранта встиг зарекомендувати себе з хорошого боку як повністю професійний і талановитий барабанщик. В період його відсутності його тимчасово займає сесійний музикант Річард Евенсанд. У такому складі група відправляється в турне по Північній Америці разом з In Flames, Chimaira і Unearth. 
У вересні 2003-го Soilwork їдуть з концертами в країну сонця, що сходить разом з фінським колективом Children of Bodom. Після туру по Японії вони дають кілька концертів в Австралії і потім відправляються в Північну Америку, щоб відіграти серію концертів разом з Chimaira, As I Lay Dying і Bleeding Through. У Північноамериканському турне за барабанною установкою місце зайняв барабанщик групи Chimaira - Арнольд Геррік, який ненадовго залишив свій колектив. 
На початку 2004 року Бйорн Стрідом відзначився в роботі над записом альбому "Fragments of D-generation" італійської мелодик дет-метал групи Disarmonia Mundi, де він виконав партії вокалу в декількох композиціях. Протягом квітня група продовжує свій контракт з лейблом Nuclear Blast і відправляється в тур по Австралії з групами Anthrax, Embodiment і Killswitch Engage. В середині 2004 року Soilwork дають концерти в містах Японії в компанії з Dark Tranquillity. 

### Велика популярність: «Stabbing the Drama»
Свій новий альбом під лаконічною назвою «Stabbing the Drama» гурт записував відразу в декількох студіях. Запис почався 14 вересня 2005 року в «Dug Out Studios», а закінчився зведенням і мастерингом на студії «Fascination Street Studios». Альбом побачив прилавки магазинів рано вранці 8 березня 2005 року. 
Альбом стартував в чартах Фінляндії на 19 позиції, в Швеції альбом досяг 14 позиції. Також він мав невеликий комерційний успіх в США, де альбом досяг 12 і 21 позиції в чартах "Billboard" і "Independent album charts" відповідно. Маючи дуже хороші показники продажів по всьому світу, «Stabbing the Drama» сприяв зміцненню популярності, досягнутої після виходу знаменитого релізу 2003 року "Figure Number Five". 
Після виходу альбому Soilwork взяли участь в щорічному американському фестивалі важкої музики «Ozzfest», де їм було відведено місце на другій сцені, а після фестивалю в листопаді група набирає очки популярності по Америці із зірками індустріального метала Fear Factory, які щойно випустили свій новий альбом під назвою «Transgression». 
В кінці 2005 року колектив покидає, втомлений від довгих тривалих поїздок і особистих проблем, Пітер Вічерз. З відходом Пітера Вічерза завершується «золота ера» Soilwork, в якій вони записали три своїх альбоми в стилістичній спрямованості modern death metal. В цей час, користуючись невеликою перервою в діяльності групи, Бйорн Стрідом анонсував роботу над третім альбомом з італійським колективом Disarmonia Mundi під назвою «Mind Tricks», який побачив світ у 2006 році. 
У травні 2006 року на заміну Пітеру Вічерзу приходить Даніель Антонссон, який раніше брав участь в таких колективах як Dimension Zero і Pathos. З новим гітаристом Soilwork проводять все літо, роз'їжджаючи по Європейським фестивалям, після чого, у вересні, вони відправляються в тур по Великій Британії та Туреччині. Пізніше група скасувала концерти в Туреччині через терористичних акти, що сталися в країні.
У жовтні весь час група подорожувала по Північній Америці разом з Darkest Hour, Mnemic і Threat Signal, останній концерт якої відбувся в березні. 

### У променях успіху: «Sworn to a Great Divide»
З березня 2006 року Soilwork почав роботу над новими композиціями до сьомого студійного альбому, назва якого була «Sworn to a Great Divide». В кінці червня Ола Френнінг анонсував про завершення запису матеріалу до альбому. Soilwork вирушили в «Eastpak Antidote» тур разом з групами Caliban, Sonic Syndicate і Dark Tranquillity . 
Альбом вийшов в світ 19 жовтня 2007 року на звукозаписуючому лейблі «Nuclear Blast», після чого колектив вирушив у черговий тур по Америці з такими хедлайнерами, як Lamb of God, Killswitch Engage і DevilDriver. Тур розпочався 28 листопада 2007 року в «Tsongas Arena», яка знаходиться в місті Лоуелл штату Массачусетс і закінчився в «Santa Ana Star Center» в місті Альбукерке штату Нью Мехіко 17 грудня 2007 року.  
У заяві від 18 вересня 2008 року на офіційному сайті колективу було опубліковано повідомлення про те, що Деніел Антонссон повинен бути замінений на одного із засновників колективу, що повернувся в групу - Пітера Вічерса. Потрібно сказати, що новина про повернення в склад групи Пітера фанати групи сприйняли дуже позитивно. 
В іншій заяві датованій 12 лютого 2008, на офіційному сайті Soilwork було сказано про те, що Ола Френнінг і Soilwork вирішили розійтися через розбіжності в музичних смаках і його місце зайняв Сільвейн Кудре (ex. Scarve), заявлений спочатку як сесійний гітарист на літнє турне, але так і залишився в групі після його завершення. Також звукозаписний лейбл «Listenable» оголосив про прийдешнє перевидання перших двох альбомів Soilwork: «Steelbath Suicide» і «The Chainheart Machine». Видання вийшли в спеціальній упаковці з оновленими обкладинками і містять кілька бонус-треків. 
У 2009 році з січня місяця група гастролює з великим північноамериканським турне разом з Darkane, Warbringer і Swallow the Sun . 

### Повернення: «The Panic Broadcast»
Група оголосила про свій намір повернутися в студію в 2010 році для того, щоб скласти свій восьмий за рахунком студійний альбом під назвою The Panic Broadcast  c гітаристом Пітером Вічерзом і Йенсом Боргеном (Opeth, Katatonia) відповідальним за мікшування. У березневому інтерв'ю 2009 року Пітер Вічерз пообіцяв, що змін складу більше не буде.  Новий альбом ознаменує повернення Пітера Вічерза до групи і перший досвід роботи в Soilwork гітариста Сільвейн Кудре, що прийшов з групи Scarve в 2008 році. Альбом вийшов 2 липня 2010 року.

### «The Living Infinite»
У грудні 2011 року Soilwork приступили до роботи над новим альбомом. Альбом отримав назву The Living Infinite.  . Під час роботи над новим альбомом групи в зв'язку з «творчими конфліктами» її знову залишає Пітера Вічерз. Йому на заміну був заангажований гітарист Девід Андерссон. До цього Андерссон час від часу гастролював з Soilwork з 2006 року, в останній раз - влітку 2011 року, коли група виступала на фестивалях в підтримку свого останнього альбому The Panic Broadcast. 

## Склад

### Поточний склад
| Ім'я                | Рід діяльності | Член групи                                | Додаткова інформація |
| ------------------- | -------------- | ----------------------------------------- | --- |
| Бйорн «Speed» Стрід | вокал          | 1995 - даний час                          | Раніше був вокалістом в групах Terror 2000 і Coldseed, брав участь в записах таких груп як Sonic Syndicate, Darkane, Disarmonia Mundi і Zero Tolerance                   |
| Пітер Вічерз        | електрогітара  | 1995 - 2005, Рік випуску 2008 - даний час | Спочатку пішов з групи 11 грудня 2005 року. Був зайнятий своєю творчістю, також брав участь у записі диска Out of the Dark . Повернувся в Soilwork 18 вересня 2008 року. |
| Сільвейн Кудре      | електрогітара  | Рік випуску 2008 - даний час              | Сесійна гітарист літніх фестивалів 2008 року. Офіційно зарахований до складу групи 18 вересня 2008 року, також грав у французькій дез-метал-групі Scarve .               |
| Маркус Вібум        | Бас гітара     | 2015 - даний час                          | |
| Свен Карлссон       | синтезатор     | 2001 - даний час                          | Раніше грав у групі Evergrey |
| Бастіан Тусгаард    | барабани       | 2017 - даний час                          | Виступав з групою протягом двох місяців |

### Колишні учасники
| ім'я                      | Рід діяльності | час         | Додаткова інформація                                                                                         |
| ------------------------- | -------------- | ----------- | --- |
| Ола Флінк                 | бас гітара     | 1998 - 2015 | Покинув, щоб зосередитися на інших проектах.                                                                 |
| Ола Френніг               | гітара         | 1998 - 2008 | Пішов через розбіжності в музичних смаках.                                                                   |
| Данієль Антонссон         | гітара         | 2006 - 2008 | Раніше брав участь в групах Dimension Zero і Pathos, також є чинним бас-гітаристом групи Dark Tranquillity . |
| Людвіг Швартц             | гітара         | 1995 - 1998 | |
| Джиммі Перссон            | барабани       | 1995 - 1998 | |
| Генрі Ранта               | барабани       | 1998 - 2003 | |
| Карлос Дель Олмо Голмберг | клавішні       | 1998 - 2001 | |
| Карл-Густав Дес           | бас гітара     | 1995 - 1997 | Покинув колектив перед записом демонсттивного запису «In Dreams We Fall into the Eternal Lake».              |
| Матіас Свенссон           | гітара         | 1995 - 1997 | Пішов з групи після запису демо, пізніше приєднався до груп A Deeds Pride і Kayser .                         |

### Сесійні музиканти
| Ім'я            | Рід діяльності | Час         | Додаткова інформація |
| --------------- | -------------- | ----------- | --- |
| Річард Евенсанд | барабанщик     | 2003 - 2004 | Провів тур між відходом Генрі Ранта, що пішов в 2003 році і Дірком Вербайреном, що прийшов в 2004 році. Грав з такими групами як Therion, Demonoid і Chimaira. |
| Андреас Голма   | гітарист       | 2006        | Не виступав з групою в турі після відходу Пітера Вічерза. |
| Девід Андерссон | гітарист       | 2006        | Брав участь в турі по Північній Америці 2006 року після відходу Пітера Вічерза.                                                                                |

### Запрошені музиканти
| ім'я               | Рід діяльності       | Група                                         | додаткова інформація |
| ------------------ | -------------------- | --------------------------------------------- | --- |
| Мікаель Окерфельдт | вокаліст             | Opeth                                         | Вокал на композиції «A Predator's Portrait.» |
| Матіас Еклюнд      | гітарист             | Freak Kitchen                                 | Частий гість на перших трьох альбомах, записував соло-партії на кожному з них. Він придумав частину соло для "Machinegun Majesty," "Wings of Domain," і «Needlefeast». Також записував соло-гітару в композиції«No More Angels». |
| Ескіл Сімонссон    | композитор           | Covenant                                      | Прописав семпли для «Grand Failure Anthem». |
| Єнс Бруман         | композитор, вокаліст | Construcdead, The Defaced, Hatelight, Darkane | Допоміг скласти "Like the Average Stalker," "Needlefeast," "Neurotica Rampage," і «Shadowchild». Заспівав в композиції «Figure Number Five».                                                                                     |
| Девін Таунсенд     | гітарист             | The Devin Townsend Band, Strapping Young Lad  | Заспівав на «Black Star Deceiver» і «Soilworker's Song of the Damned». |
| Річард Ларссон     | грає на тамбурині    | Orphan Gypsy, Skyride, Sabaton                | Зіграв партію тамбурина в композиції «Brickwalker». |

## Записи

### Альбоми
| Дата виходу       | Назва                   | Лейбл         | Billboard 200 | Heatseekers | Продажі |
| ----------------- | ----------------------- | ------------- | ------------- | ----------- | ------- |
| Травень 20, 1998  | Steelbath Suicide       | Listenable    | -             | -           | -       |
| Лютий 8, 2000     | The Chainheart Machine  | Century Media | -             | -           | -       |
| Лютий 20, 2001    | A Predator's Portrait   | Nuclear Blast | -             | -           | -       |
| Березень 25, 2002 | Natural Born Chaos      | Nuclear Blast | -             | -           | -       |
| Травень 6, 2003   | Figure Number Five      | Nuclear Blast | -             | 43          | -       |
| Березень 8, 2005  | Stabbing the Drama      | Nuclear Blast | -             | 12          | 13,000+ |
| Жовтень 19, 2007  | Sworn to a Great Divide | Nuclear Blast | 148           | 2           | 5,100+  |
| Червень 25, 2010  | The Panic Broadcast     | Nuclear Blast | 88            | -           | 5,300+  |
| Лютий 27, 2013    | The Living Infinite     | Nuclear Blast | -             | -           | -       |
| Серпень 28, 2015  | The Ride Majestic       | Nuclear Blast | -             | -           | -       |
| Січень 11, 2019   | Verkligheten            | Nuclear Blast | -             | -           | -       |
| Серпень 19, 2022  | Övergivenheten          | Nuclear Blast |               |             |         |

### Демо-записи і міні-альбоми.
- (1997) In Dreams We Fall into the Eternal Lake ( Демо)
- (2004) The Early Chapters (міні-альбом)
- (2014) Beyond The Infinite (міні-альбом)

### Сингли
- As We Speak (2002)
- Light the Torch (2003)
- Rejection Role (2003)
- Stabbing the Drama (2005)
- Nerve (2005)
- Exile (2007)
- Sworn to a Great Divide (2008)
- 20 More Miles (2008)
- The Panic Broadcast (2010)